# Vanessa Selbst
Vanessa Selbst (9 juli 1984) is een professionele pokerspeelster uit de Verenigde Staten. Ze won onder meer het $1.500 Pot Limit Omaha-toernooi van de World Series of Poker 2008 (goed voor een hoofdprijs van $227.933), het $2.500 10-Game Mix / Six Handed-toernooi van de World Series of Poker 2012 (goed voor $244.259,-) en het $25.000 Mixed-Max No-Limit Hold'em-toernooi van de World Series of Poker 2014 (goed voor $871.148,-).
Het grootste bedrag dat Selbst ooit in één keer won, was $1.300.000,-. Dit verdiende ze in 2011 in Frankrijk met het winnen van de Partouche Poker Tour. Selbst verdiende tot en met mei 2021 meer dan $11.900.000,- in live pokertoernooien. Daarmee was ze op dat moment de meest verdiende vrouwelijk toernooispeler ooit, met ruim $5.590.000,- meer prijzengeld dan nummer twee Kathy Liebert.
Selbst wordt sinds 2010 gesponsord door PokerStars en is lid van Team PokerStars.

## World Series of Poker bracelets
| Jaar | Toernooi                           | Prijs    |
| ---- | ---------------------------------- | -------- |
| 2008 | $1.500 Pot Limit Omaha             | $227.933 |
| 2012 | $2.500 10-Game Mix / Six Handed    | $244.259 |
| 2014 | $25.000 Mixed-Max No-Limit Hold'em | $871.148 |

## Trivia
Selbst nam tijdens de World Series of Poker 2014 deel aan de tweede editie van het $1.000.000,- The Big One for One Drop-toernooi. Daarmee was ze de eerste vrouw ooit die meedeed aan dit evenement met een inleg van $1.000.000,- per speler. Selbst werd op de eerste dag van het toernooi uitgeschakeld door Sam Trickett door met A♣K♠ all in te gaan tegen K♣K♥.